# Calodactylus niveosignatus
Calodactylus niveosignatus är en skalbaggsart som beskrevs av Moser 1921. Calodactylus niveosignatus ingår i släktet Calodactylus och familjen Melolonthidae. Inga underarter finns listade.